# Carlos de Cárdenas Culmell
Carlos Teodor de Cárdenas Culmell  (ur. 2 stycznia 1904 w Hawanie, zm. 24 września 1994 w Miami) – kubański żeglarz sportowy. Srebrny medalista olimpijski z Londynu.
Brał udział w trzech igrzyskach (IO 48, IO 52, IO 56). W 1948 zajął drugie miejsce w klasie Star. Partnerował mu syn o tym samym imieniu. W 1954 i 1955 zostawał mistrzem świata w Starze, w 1943 był brązowym medalistą tej imprezy. Olimpijczykiem był również drugi jego syn – Jorge.